# Heringia cyaneus
Heringia cyaneus är en tvåvingeart som först beskrevs av Enrico Adelelmo Brunetti 1915.  Heringia cyaneus ingår i släktet gallblomflugor, och familjen blomflugor. Inga underarter finns listade i Catalogue of Life.